# 小行星1998
小行星1998（1998 Titius）是一颗围绕太阳公转的小行星。1938年2月24日，阿爾弗雷德·博爾曼在海德堡发现了此天体。
該小行星以德國天文學家約翰·丹尼爾·提丟斯命名。
这颗小行星的绝对星等为12.3等。